# Боук, Баркрофт
Баркрофт Боук (англ. Barcroft Boake) — австралийский поэт.

## Биография
Баркрофт Боук родился в Сиднее в семье небогатого профессионального фотографа ирландского происхождения Баркрофта Кейпела Боука (Боука-старшего). Мать мальчика умерла, когда ему было тринадцать. Получив образование в частных школах в Австралии и Новой Каледонии, Боук в возрасте 17 лет ушел из дома и поступил в ученики к геодезисту-чертёжнику. Ему не понравилась канцелярская работа, поэтому, освоив азы профессии, он переехал в австралийскую глубинку, чтобы работать помощником землемера. В дальнейшем он работал ковбоем и погонщиком в австралийском буше, но в начале 1892 года экономический кризис, безработица, и, по некоторым данным, неразделённая любовь к сестре товарища вынудили Боука вернуться в Сидней, где он несколько месяцев спустя повесился на кнуте.
В печати со стихами Баркрофт Боук дебютировал в конце 1890 года. В дальнейшем его стихи публиковались в журналах регулярно, однако первый и единственный сборник стихов, сделавший Боука по-настоящему знаменитым, был опубликован после смерти автора в 1897 году.
Боук принадлежал к так называемым «поэтам буша» (австралийских прерий, поросших кустарником), воспевавшим жизнь простых людей на фоне нетронутой природы. Хотя отзывы современников о его творчестве первоначально были неоднозначными, стихи Боука до сих пор включаются в различные хрестоматии, посвящённые австралийской поэзии. Среди иллюстраторов его произведений был Фрэнк Махони.